# 1548 Palomaa
Az 1548 Palomaa (ideiglenes jelöléssel 1935 FK) a Naprendszer kisbolygóövében található aszteroida. Yrjö Väisälä fedezte fel 1935. március 26-án, Turkuban.